# 舒奇亞河
舒奇亞河（羅馬化：Shchuch'ya）是俄羅斯的河流，由亞馬爾-涅涅茨自治區負責管轄，屬於鄂畢河的左支流，河道全長565公里，流域面積12,300平方公里，發源自烏拉山脈，湖水主要來自雨水融雪，流經亞馬爾半島，每年十月至翌年六月結冰。